# 입스위치 타운 FC

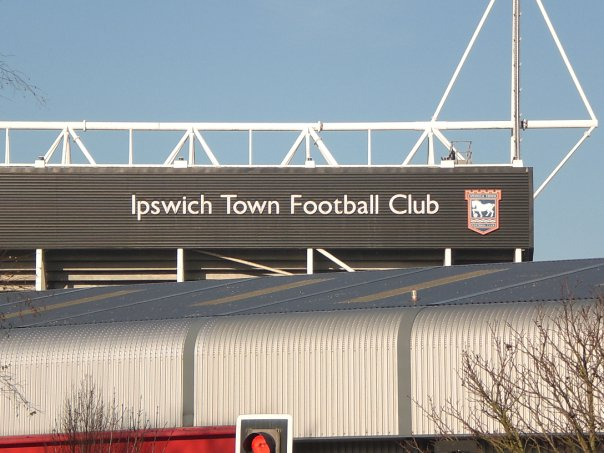

입스위치 타운 풋볼 클럽(영어: Ipswich Town Football Club)는 잉글랜드 서퍽주 입스위치에 기반을 둔 프로 축구 클럽이다. 클럽은 현재 잉글랜드 축구의 두 번째 단계인 EFL 챔피언십에서 경쟁하고 있다.
클럽은 1878년에 설립되었지만, 1936년에 프로로 전향하였고, 그 후인 1938년에 풋볼 리그에 선출되어 참가하였다. 이 팀은 서퍽주에서 온전한 프로 축구 클럽이고, 오랜 기간 동안 노퍽주의 노리치 시티와 라이벌 관계를 형성하며, 1902년부터 이스트 앵글리안 더비(East Anglian Derby)란 이름으로 132번 경기를 해 왔다.
입스위치는 1961-62 시즌에 잉글랜드 리그에서 우승을 차지하였고, 1980-81 시즌, 1981-82 시즌에서 리그 준우승을 두 번하였다. 1977-78 시즌에서는 FA컵 우승을 하였고, 1980-81 시즌에서는 UEFA컵을 우승하였으며 1982년부터 1985년까지 오디오 전문업체 파이오니아가 메인 스폰서를  담당했다.

## 선수 명단

### 현재
2025년 7월 23일 기준
참고: FIFA 자격 규정에 따라 소속된 국가대표팀 국기를 표시합니다. 선수는 복수의 FIFA 비회원국 국적을 가지고 있을 수 있습니다.
| 번호 | 포지션 | 국적       | 이름              |
| ---- | ------ | ---------- | ----------------- |
| 1    | GK     | 코소보     | 아리야네트 무리치 |
| 2    | DF     | 잉글랜드   | 해리 클라크       |
| 3    | DF     | 잉글랜드   | 리프 데이비스     |
| 5    | MF     | 이집트     | 샘 모시 (주장)    |
| 6    | DF     | 잉글랜드   | 루크 울펜든       |
| 7    | MF     | 웨일스     | 웨스 번즈         |
| 10   | FW     | 잉글랜드   | 코너 채플린       |
| 13   | GK     | 스코틀랜드 | 시런 슬리커       |
| 14   | MF     | 아일랜드   | 잭 테일러         |
| 16   | FW     | 이라크     | 알리 알하마디     |
| 18   | DF     | 잉글랜드   | 벤 존슨           |
| 20   | FW     | 자메이카   | 오마리 허친슨     |
| 21   | FW     | 아일랜드   | 치에도지 오그베네 |
| 22   | DF     | 잉글랜드   | 코너 타운젠드     |
| 23   | FW     | 아일랜드   | 새미 스모딕스     |
| 24   | DF     | 잉글랜드   | 제이콥 그리브스   |

| 번호 | 포지션 | 국적         | 이름              |
| ---- | ------ | ------------ | ----------------- |
| 26   | DF     | 아일랜드     | 다라 오셰이       |
| 28   | GK     | 잉글랜드     | 크리스천 월턴     |
| 33   | FW     | 웨일스       | 네이선 브로드헤드 |
| 47   | FW     | 잉글랜드     | 잭 클라크         |
| -    | DF     | 코트디부아르 | 세드릭 키프헤     |

### 임대 선수 명단
참고: FIFA 자격 규정에 따라 소속된 국가대표팀 국기를 표시합니다. 선수는 복수의 FIFA 비회원국 국적을 가지고 있을 수 있습니다.
| 번호 | 포지션 | 국적       | 이름                                   |
| ---- | ------ | ---------- | -------------------------------------- |
| 4    | DF     | 잉글랜드   | 조지 에드먼슨 (미들즈브러로 임대)      |
| 11   | MF     | 아일랜드   | 마커스 하네스 (더비 카운티로 임대)     |
| 30   | MF     | 잉글랜드   | 캐머런 험프리스 (위컴 원더러스로 임대) |
| —    | DF     | 인도네시아 | 엘칸 바고트 (블랙풀로 임대)            |

## 역대 감독
| 감독      | 임기        |
| --------- | ----------- |
| 앨프 램지 | 1955 ~ 1963 |
| 재키 밀번 | 1963 ~ 1964 |
| 보비 롭슨 | 1969 ~ 1982 |
| 조 로일   | 2002 ~ 2006 |
| 로이 킨   | 2009 ~ 2011 |
| 믹 매카시 | 2012 ~ 2018 |

## 역대 성적

#### 유럽 대회
- 유러피언컵

2라운드 : 1962-63
- UEFA 컵위너스컵

8강 : 1978-79
- UEFA컵

우승 : 1981-81
8강 : 1973-74
3라운드 : 1977-78, 2001-02
2라운드 : 1975-76, 1979-80, 2002-03
1라운드 : 1974-75, 1981-82, 1982-83

#### 국내 대회
- 프리미어리그 (1부리그)

우승 (1) : 1961-62
준우승 (2) : 1980-81, 1981-82
- EFL 챔피언십 (2부리그)

우승 (3) : 1960-61, 1967-68, 1991-92
플레이오프 우승 (1) : 1999-00
- EFL 리그 원 (3부리그)

우승 (2) : 1953-54, 1956-57
- 서던 리그

우승 (1) : 1936-37
- FA컵

우승 (1) : 1977-78
- FA 커뮤니티 실드

준우승 (2) : 1962, 1978